# Юваль Шпунгін
Юваль Шпунгін (івр. יובל שפונגין, нар. 3 квітня 1987, Рамат-Ган) — ізраїльський футболіст, правий захисник клубу «Хапоель» (Кфар Шалем). Грав за національну збірну Ізраїлю.

## Клубна кар'єра
Народився 3 квітня 1987 року в місті Рамат-Ган. Вихованець футбольної школи клубу «Маккабі» (Тель-Авів). Дорослу футбольну кар'єру розпочав 2004 року в основній команді того ж клубу, в якій провів шість сезонів, взявши участь у 125 матчах чемпіонату.  Більшість часу, проведеного у складі тель-авівського «Маккабі», був основним гравцем захисту команди.
Своєю грою за цю команду привернув увагу представників тренерського штабу кіпрської «Омонії», до складу якої приєднався 2010 року. Відіграв за нікосійську команду наступні три сезони своєї ігрової кар'єри. Граючи у складі «Омонії» також здебільшого виходив на поле в основному складі команди.
Сезон 2013/14 провів у Бельгії, де захищав кольори «Монса».
2014 року повернувся до «рідного» ткль-авівського «Маккабі». Перший сезон після повернення майже повністю пропустив через важку травму. Залікувавши травму, повністю відновити ігрову форму не зміг і протягом чотирьох сезонів взяв участь лише у 40 іграх за «Маккабі». Згодом по півсезону провів граючи за «Хапоель» (Кір'ят-Шмона), «Ашдод» та третьоліговий «Хапоель Марморек».
Наприкінці 2019 року приєднався до іншої команди ізраїльського третього дивізіону «Хапоель» (Кфар Шалем).

## Виступи за збірні
2003 року дебютував у складі юнацької збірної Ізраїлю, взяв участь у 41 іграх на юнацькому рівні, відзначившись одним забитим голом.
Протягом 2006–2008 років залучався до складу молодіжної збірної Ізраїлю. На молодіжному рівні зіграв у 15 офіційних матчах. Був учасником молодіжного Євро-2007.
7 березня 2007 року дебютував в офіційних матчах у складі національної збірної Ізраїлю, вицщовщи на поле у товариському матчі проти збірної України. Протягом восьми років провів у формі головної команди країни 27 матчів.

## Досягнення
- Володар Кубка Кіпру (2):

«Омонія»: 2010-11, 2011-12
- Володар Суперкубка Кіпру (2):

«Омонія»: 2010, 2012
- Чемпіон Ізраїлю (1):

«Маккабі» (Тель-Авів): 2014-15
- Володар Кубка Ізраїлю (2):

«Маккабі» (Тель-Авів): 2004-05, 2014-15
- Володар Кубка Тото (3):

«Маккабі» (Тель-Авів): 2008-09, 2014-15, 2017-18